# Kingdom of Sorrow
Kingdom of Sorrow – amerykański zespół muzyczny grający sludge metal, powstały w 2005 roku.

## Dyskografia
Albumy studyjne
| 2008                           | Kingdom of Sorrow - Data: 19 lutego 2008 - Wydawca: Relapse Records         | 131 |
| 2010                           | Behind the Blackest Tears - Data: 8 czerwca 2010 - Wydawca: Relapse Records | —   |
| "—" pozycja nie była notowana. |                                                                             |     |